# Communauté de communes du Véron
Pour les articles homonymes, voir Véron.
La Communauté de communes du Véron est une ancienne communauté de communes française, située dans le département d'Indre-et-Loire et la région Centre-Val de Loire. 

## Géographie

### Composition
Elle était composée des communes suivantes (toutes du canton de Chinon):
| Code Insee | Commune           | Maire            | Population 2007 | Superficie | Densité      |
| ---------- | ----------------- | ---------------- | --------------- | ---------- | ------------ |
| 37011      | Avoine            | Patrick Guionnet | 1 854 hab.      | 12,58 km2  | 147 hab./km2 |
| 37022      | Beaumont-en-Véron | Bernard Chateau  | 2 843 hab.      | 18,83 km2  | 151 hab./km2 |
| 37118      | Huismes           | Danielle Meunier | 1 505 hab.      | 23,82 km2  | 63 hab./km2  |
| 37242      | Savigny-en-Véron  | Éveline Zanardo  | 1 431 hab.      | 21,31 km2  | 67 hab./km2  |

## Historique
- 31 décembre 1975 : création du District Rural du Véron
- 13 décembre 2000 : transformation du district rural en communauté de communes
- 31 décembre 2013 : disparition de la communauté de communes qui fusionne avec la communauté de communes de Rivière-Chinon-Saint-Benoît-la-Forêt et la communauté de communes de Rivière-Chinon-Saint-Benoît-la-Forêt pour former la communauté de communes Chinon, Vienne et Loire.

## Démographie
La communauté de communes du Véron comptait 7 632 habitants (population légale INSEE) au 1er janvier 2007. La densité de population est de 99,7 hab./km2.

### Évolution démographique
| 1968  | 1975  | 1982  | 1990  | 1999  | 2007  | - | - | - |
| ----- | ----- | ----- | ----- | ----- | ----- | - | - | - |
| 5 356 | 5 283 | 6 648 | 7 030 | 7 196 | 7 632 | - | - | - |

### Pyramide des âges
| Hommes | Classe d’âge | Femmes |
| ------ | ------------ | ------ |
| 0,2    | 90 ans ou +  | 0,8    |
| 5,6    | 75 à 89 ans  | 7,6    |
| 12,9   | 60 à 74 ans  | 12,8   |
| 23,1   | 45 à 59 ans  | 21,6   |
| 22,2   | 30 à 44 ans  | 23,2   |
| 15,2   | 15 à 29 ans  | 14,2   |
| 21,2   | 0 à 14 ans   | 19,8   |

| Hommes | Classe d’âge | Femmes |
| ------ | ------------ | ------ |
| 0,5    | 90 ans ou +  | 1,4    |
| 6,8    | 75 à 89 ans  | 9,8    |
| 13,1   | 60 à 74 ans  | 13,9   |
| 20,7   | 45 à 59 ans  | 20,1   |
| 20,4   | 30 à 44 ans  | 19,3   |
| 19,6   | 15 à 29 ans  | 19,1   |
| 18,8   | 0 à 14 ans   | 16,4   |

## Politique communautaire

### Représentation

#### Présidents de la communauté de communes
| Période | Période | Identité         | Étiquette | Qualité        |
| ------- | ------- | ---------------- | --------- | -------------- |
| 2000    | ...     |                  |           |                |
| ...     | 2013    | Patrick Guionnet | PS        | Maire d'Avoine |

### Compétences
- Actions de développement économique intéressant l'ensemble de la communauté
- Aménagement de l'espace
- Protection et mise en valeur de l'environnement
- Politique du logement social d'intérêt communautaire et action, par des opérations d'intérêt communautaire, en faveur du logement des personnes défavorisées
- Aménagement et entretien de la voirie d'intérêt communautaire
- Construction, entretien et fonctionnement d'équipements sportifs et culturels
- Enfance/Jeunesse - Vie sociale
- Action sanitaire et sociale
- Réseaux et équipements publics

### Identité visuelle
|  | Logo de la Communauté de Communes |

## Pour approfondir

## Sources
- Le splaf - (Site sur la Population et les Limites Administratives de la France)
- La base aspic - (Accès des Services Publics aux Informations sur les Collectivités)